# Małe Sykule
Małe Sykule – jezioro w Polsce, w województwie wielkopolskim, w powiecie gnieźnieńskim, w gminie Gniezno, na Pojezierzu Gnieźnieńskim. Przez jezioro przepływa rzeka Struga Dębówiecka, dopływ Wełny. Południowy i wschodni brzeg jeziora są terenami podmokłymi i zalesionymi, północny i zachodni brzeg zajmują łąki.

## Dane morfometryczne
Zwierciadło wody położone jest na wysokości 101,7 metrów. Maksymalna głębokość wynosi 3,5 metra.